# Miasto Sveti Ivan Zelina
Miasto Sveti Ivan Zelina (chorw. Grad Sveti Ivan Zelina) – jednostka administracyjna w Chorwacji, w żupanii zagrzebskiej. W 2011 roku liczyła 15 959 mieszkańców.